# パシフィック・ブルー
ヴァージン・オーストラリア(ニュージーランド)（Virgin Australia New Zealand）はニュージーランドの航空会社。オーストラリアの航空会社ヴァージン・オーストラリアのニュージーランド法人で、クライストチャーチを中心にオセアニア地域で格安航空サービスを提供しており、同じヴァージン・オーストラリア系列のヴァージン・サモアの運航も行っている。ニュージーランドにおける拠点空港はクライストチャーチ国際空港とオークランド国際空港。180席のボーイング737型機で週に280便程度の運航をしている。

## 歴史
ヴァージン・オーストラリア(ニュージーランド)(旧名パシフィック・ブルー)は2003年に設立され、2004年1月からニュージーランドのクライストチャーチとオーストラリアのブリスベンを結ぶ路線をスタートさせた。また同時にウェリントンとシドニーを結ぶ路線も開設したが、3ヶ月間で休止している。
2007年8月1日からはICAO航空会社コードがこれまでのPBIからPBNに変更された。これは航空管制官がPBIに使われるアルファベットのIと数字の1を混同しないようにするためである。07年8月21日、ヴァージン・オーストラリア(ニュージーランド)はニュージーランド国内でオークランド⇔ウェリントン、オークランド⇔クライストチャーチ、クライストチャーチ⇔ウェリントンの3路線における国内線サービスを同年11月から開始する意向を示し、それに対抗するために競合会社が航空運賃を30％も切り下げる措置をとるなどしたためこの参入によってこの3都市の空港の利用者数が飛躍的に上昇する結果となった。
実際にヴァージン・オーストラリア(ニュージーランド)は上記の3路線を2007年11月12日より開始し、全路線とも基本料金が9ニュージーランドドル（約700円）という超低価格運賃を実現させた。
2008年6月にはさらにダニーデンに進出し、クライストチャーチ線を開設した。現在ダニーデンとオークランド・ウェリントン・クライストチャーチを結ぶ路線はニュージーランド航空の寡占状態にあり、初の単独運航路線への挑戦となった。
しかし2010年8月19日、同年10月を以てニュージーランド国内線から撤退することが発表された。競合他社を含めた価格競争の激化で、国内線存続が難しくなった事が理由と言う。今後は、ニュージーランド⇔オーストラリア間の国際線（トランス・タスマンルート）に重点を置く模様である。

## 就航都市

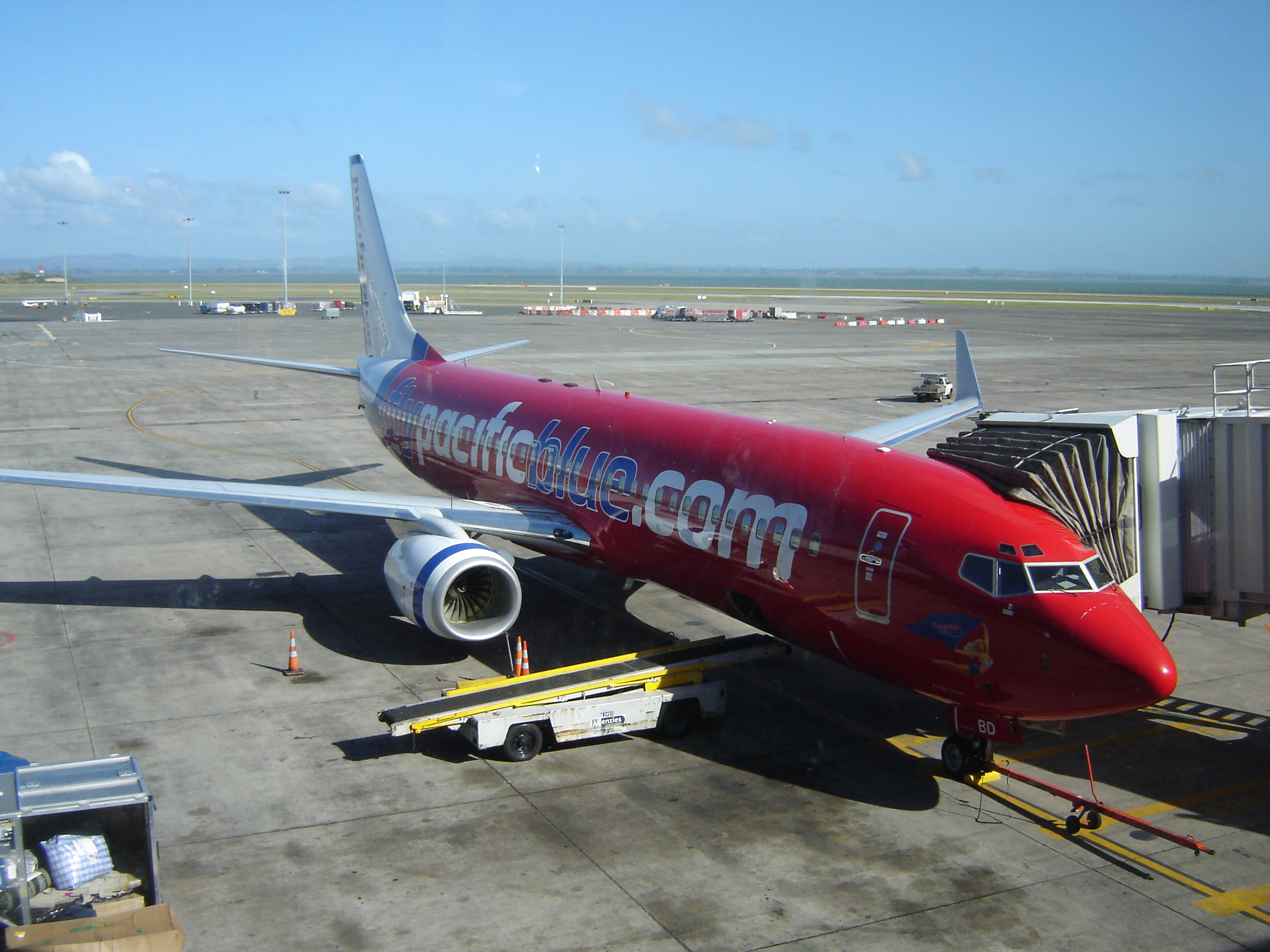
オークランド国際空港に駐機するB737型機

- ニュージーランド
  - クライストチャーチ
  - オークランド
  - ウェリントン
  - ダニーデン
- オーストラリア
  - ブリズベン
  - シドニー
  - メルボルン
  - ゴールドコースト
- クック諸島
  - ラロトンガ
- フィジー
  - ナンディ
- トンガ
  - ヌクアロファ
- バヌアツ
  - ポートビラ
- ソロモン諸島
  - ホニアラ

## 保有機材
現在ヴァージン・オーストラリア(ニュージーランド)で運航されている機材はすべてボーイング737-800s（180席）である。全部で7機保有しているがうち1機はヴァージン・サモアの塗装がしてある。すべての機体が国内線と国際線の両方に使われる。2008年7月現在の平均機体年齢は3年6ヶ月。